# Chenebier
Chenebier – miejscowość i gmina we Francji, w regionie Burgundia-Franche-Comté, w departamencie Górna Saona.
Według danych na rok 1990 gminę zamieszkiwało 641 osób, a gęstość zaludnienia wynosiła 71 osób/km² (wśród 1786 gmin Franche-Comté Chenebier plasuje się na 251. miejscu pod względem liczby ludności, natomiast pod względem powierzchni na miejscu 495.).